# NGC 6914
NGC 6914 ist ein  Reflexionsnebel im Sternbild Schwan. Der Nebel wurde von dem Astronomen Édouard Stephan im Jahr 1881 mit einem 31,5-Zoll-Teleskop entdeckt.